# Stand by Me
Stand by Me – piosenka R&B napisana w 1961 przez amerykańskiego piosenkarza Bena E. Kinga razem z Jerrym Leiberem i Mikiem Stollerem.  W 1999 zajęła 4 miejsce w zestawieniu BMI najlepszych utworów XX wieku. Piosenka została użyta w filmie Stań przy mnie. Została zainspirowana piosenką gospelową „Stand by Me Father” wykonywaną przez Johnniego Taylora.
Utwór ma około 400 coverów, był śpiewany m.in. przez Johna Lennona i zespół Weezer.

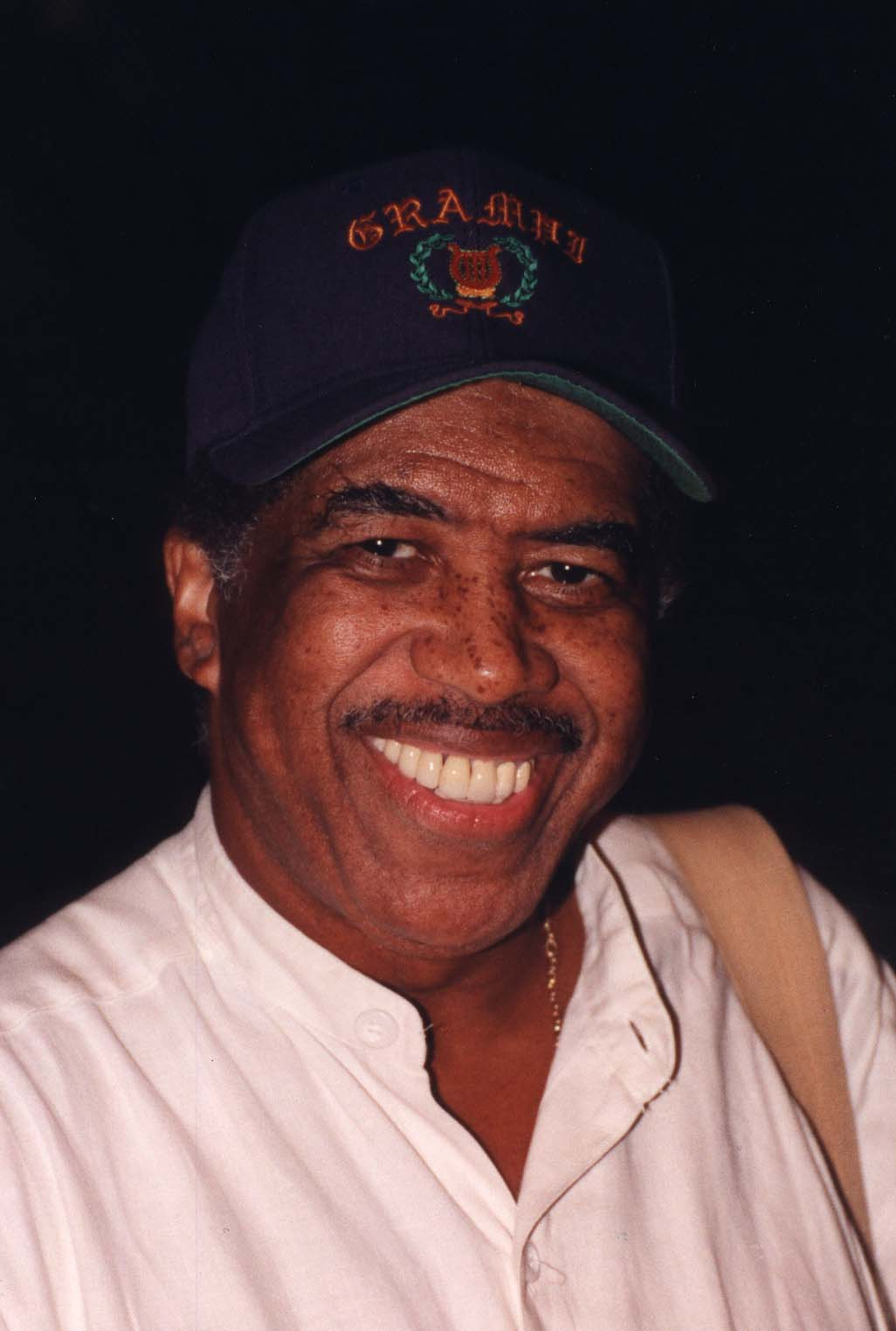
Twórca utworu Ben E. King w latach 90.

## Tworzenie piosenki
Inspiracją dla Bena E. Kinga w latach 60. była piosenka na podstawie Psalmu 46 "Stand by Me Father". Miała być zaśpiewana przez amerykańską grupę soulową The Drifters, jednakże jej menedżer odrzucił tę propozycję. Podczas nagrywania albumu Spanish Harlem Kingowi zostało trochę czasu w studiu, więc zagrał ten utwór na pianinie. Producentom utwór się spodobał, więc zasugerowali jego nagranie.